# Sauris nanaria
Sauris nanaria är en fjärilsart som beskrevs av John Henry Leech 1897. Sauris nanaria ingår i släktet Sauris och familjen mätare. Inga underarter finns listade.